# Clinodiplosis venitalis
Clinodiplosis venitalis är en tvåvingeart som först beskrevs av Ephraim Porter Felt 1914.  Clinodiplosis venitalis ingår i släktet Clinodiplosis och familjen gallmyggor. Inga underarter finns listade i Catalogue of Life.